# Chêne d'Ambrosius

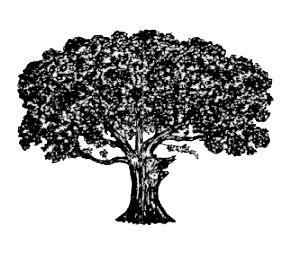
Le chêne d'Ambrosius

Le chêne d'Ambrosius (en danois, Ambrosius-egen) est un chêne de grande taille, vieux de quatre siècles, qui s'élève au Sud-Ouest du château de Valdemar, à Nørreskov (paroisse de Landet, sur l'île danoise de Tåsinge). Il doit son nom au poète Ambrosius Stub, qui, aux alentours de 1750, rédigea des œuvres et fut précepteur au château de Valdemar. L'auteur aimait, dit-on, prendre place sous l'arbre pour lire et écrire.

## Présentation
Classé, l'arbre a été planté ou semé aux alentours de l'an 1600; sa circonférence atteint près de 7,5 m.
Le chêne d'Ambrosius a pu être daté grâce à un carottage qui a été réalisé le 13 juin 1997 et a établi qu'il avait environ quatre cents ans.
Ce même prélèvement a montré que l'arbre se trouve en mauvais état. Intérieurement, il est très fortement atteint par des moisissures et ces attaques cryptogamiques sont également visibles en plusieurs endroits sur ses racines; de même, sa couronne présente des parties nécrosées. Toutes ces altérations sont sans doute imputables à la rupture de plusieurs de ses branches maîtresses, qui a permis à l'eau et aux spores de se frayer un chemin jusqu'au cœur de son bois et d'y provoquer des chancres.
Cet arbre remarquable est donc vraisemblablement voué à disparaître à relativement brève échéance.

### Sources
- (da) Cet article est partiellement ou en totalité issu de l’article de Wikipédia en danois intitulé « Ambrosius-egen » (voir la liste des auteurs).